# Cricetidae
Cricetidae là một họ động vật có vú trong bộ Gặm nhấm. Họ này được Fischer miêu tả năm 1817. Với khoảng 600 loài gồm chuột đồng, chuột lemming, chuột xạ hương, hamster và chuột Tân Thế giới, nên nó là họ động vật có vú lớn thứ 2, và các loài phân bố trên khắp các vùng thuộc tân Thế giới, châu Á, và châu Âu.

## Đặc điểm
Cricetidae là các động vật có vú nhỏ, chiều dài của chúng khoảng 5–8 cm (2,0–3,1 in) và cân nặng 7 g (0,25 oz) đối với loài New World Pygmy Mouse đến 41–62 cm (16–24 in) và 1.100 g (39 oz) đối với loài Muskrat.

## Phân loại
Criceidea tiến hóa đầu tiên ở Cựu thế giới trong Miocene. Chúng sớm thích nghi với nhiều môi trường sống rộng khắp, và phân tán khắp thế giới. Chuột đồng và lemming tiến hóa sau đó, trong Pliocene, và đa dạng hóa một cách nhanh chóng trong Pleistocene.
Định nghĩa về họ Cricetidae đã trải qua nhiều sự hoán vị. Một số loài trong họ này hiện được xếp vào họ Muridae. Một số loài trong liên họ Muroidea đã từng được xếp vào Cricetidae, như mouse-like hamster (phân họ Calomyscinae, họ Calomyscidae), gerbil (phân họ Gerbillinae, họ Muridae), crested rat (phân họ Lophiomyinae, họ Muridae), zokor (phân họ Myospalacinae, họ Spalacidae), chuột đuôi trắng (phân họ Mystromyinae, họ Nesomyidae), và spiny dormice (phân họ Platacanthomyinae, họ Platacanthomyidae). Nhiều nghiên cứu về chuỗi DNA nhiều gen cho thấy rằng các phân họ được liệt kê ở dưới đây tạo thành một nhóm đơn ngành (nghĩa là, chúng có cùng tổ tiên gần hơn so với bất kỳ nhóm nào khác), và các nhóm khác hiện được xem là muroidea không thể gộp vào Cricetidae.
Họ cricetidae hiện có một phân họ hóa thạch và 5 phân họ còn sinh tồn với khoảng 122 chi và khoảng 580 loài còn sinh tồn:
- Arvicolinae — chuột đồng, lemming, muskrat
- Cricetinae — hamster
- Democricetodontinae † (hóa thạch)
- Neotominae — Chuột Bắc Mỹ, bao gồm deer mice, pack rat, và grasshopper mouse
- Sigmodontinae — Chuột Tân thế giới, chuyê1u ở Nam Mỹ, như brucie.
- Tylomyinae — Chuột leo Tân thế giới và họ hàng của chúng